# الأحوص بن جعفر
أبو شريح الأحوص بن جعفر الكلابي العامري (150 ق هـ - 51 ق هـ / 422م - 572م) من فرسان وخطباء وأشراف العرب في الجاهلية، وكان سيد بني عامر بن صعصعة وهوازن، شهد يوم خزاز ويوم الرحرحان ويوم شعب جبلة في الجاهلية وكان قائدها، وكان أحد الفرسان الجرارون في الجاهلية وهم الذين يقودون ألف فارسٍ وأكثر قال محمد بن حبيب: «قاد الأحوص بن جعفر بني عامر في يوم شعب جبلة وكان أعظم أيام العرب».
وكان الأحوص بن جعفر سيد قبائل مُضر في يوم خزاز ضد قبائل اليمن وقيل سيد معدّ كلها وهذا القول أورده المؤرخون السابقون وأخبرنا أهل العلم منّا أن الأحوص بن جعفر كان على نزار ثم ذكرت ربيعة أخيرًا من الدهر أن كليبًا كان على نزار. وتوسطت جماعة بين الرأيين، فقالت: كان كليب على ربيعة وكان الأحوص على مُضر ، وقال أبو زياد الكِلابي: أخبرنا من أدركنا من شيوخ مُضر وربيعة أن الأحوص بن جعفر كان على نزار كلّها يوم خزاز وهو الذي وقد النار على خزاز، وخزاز من أعظم أيام العرب.«ومن أمثال العرب قولهم: أسود من الأحوص».

## نسبه
هو: ربيعة بن جعفر بن كلاب بن ربيعة بن عامر بن صعصعة بن معاوية بن بكر بن هوازن بن منصور بن خصفة بن قيس عيلان بن مضر وكان يُلقب بالأحوص وقد غلب لقبه على اسمه فعرف واشتهر به.
قال الرضي الاستراباذي: «كان اسم الأحوص ربيعة بن جعفر وسمي الأحوص لضيق كان في عينه، والحوص في اللغة ضيق في مؤخر العين».